# Святилище Митры (Фертёракош)
Святилище Митры (Fertőrákos Mithraeum) — храм римского бога Митры в венгерском городе Фертёракош (медье Дьёр-Мошон-Шопрон). Храм устроен по типичному плану: нартекс (притвор), за которым следует собственно храмовое помещение, которое состоит из центрального нефа со скамьями по обеим сторонам. Святилище Митры представляет большую ценность для всего региона: на территории Венгрии сегодня известны только четыре подобных сооружения.

## История

### Культ Митры
Само имя Митры и некоторые мифы, связанные с этим божеством, пользовались чрезвычайной популярностью в Римской империи между II и IV веками: несмотря на «тайность» религии. Религиозные доктрины были мало известны непосвящённым, поскольку «тайна божества» открывалась в семь этапов — каждый из которых требовал соответствующей инициации избранных. Культ Митры сохранил своё влияние даже при императоре Константине I, бывшим сторонником христианства, для которого культ являлся серьёзным противником.

### Святилище
Основная территория храма в продольном направлении разделена на две части: узкий притвор и основное помещение, которое состоит из центрального нефа со скамьями по обеим сторонам. Размер помещения не велик: оно вмещает не более 18-20 человек одновременно.
Среди находок в храме были: два каменных льва, лампы, монеты и человеческие останки. Захоронения людей не являются типичными для других известных святилищ Митры, поэтому исследователи расходятся во мнении по поводу данных могил: имели ли они отношение к культу Митры или были добавлены позднее? Согласие достигнуто лишь по вопросу, что ритуальных человеческих жертвоприношений в храме не было.
Дата создания святилища — начало III века — была установлена по надписям и найденным монетам. Храмы Митры, согласно указу императора Грациана от 378 годы, подлежали разрушению, но Fertőrákos Mithraeum — по счастливой случайности — располагался в столь «уединённом месте», что оказался просто заброшен, а с течением времени и погребён под слоем земли и растительности. Другая случайность привела к его открытию через 1500 лет.
В июле 1866 года каменотёс György Malleschitz обнаружил храм. Он также предпринял попытку раскопок — к сожалению, не вполне профессиональных — но вскоре его исследования вызвали интерес (в том числе и со стороны местных властей) и к исследованиям подключились археологи. Найденный каменные артефакты были перевезены в Шопрон, а над строением, с целью сохранения, возвели крышу — она защищала сооружение до 1990 годов, когда была заменена новой. Сегодня территория храма открыта для посещения.

## Раскопки и восстановление
Святилище Митры до 1990 года не вызывало большого интереса у археологов, но, после ряда публикаций, в 1990—1991 году были найдены возможности для финансирования раскопок и изучения святилища. Реставрация храма произошла в 1992 году; тогда же с оригинальных каменных артефактов, хранящихся в музее Шопрона были сделаны копии, которые поместили в святилище.
Сегодня святилище является памятником, охраняемым государством.